# Myotis oreias
Myotis oreias är en fladdermusart som först beskrevs av Coenraad Jacob Temminck 1840.  Myotis oreias ingår i släktet Myotis och familjen läderlappar. IUCN kategoriserar arten globalt som otillräckligt studerad. Inga underarter finns listade i Catalogue of Life.
Denna fladdermus förekommer enligt den ursprungliga beskrivningen i Singapore men kanske var skildringen felaktig. Exemplaret som användes för beskrivningen är i dåligt skick. Det är inget känt om levnadssättet.